# Wrona mariańska
Wrona mariańska (Corvus kubaryi) – gatunek średniej wielkości ptaka z rodziny krukowatych (Corvidae), jedyny przedstawiciel tej rodziny w Mikronezji. Zamieszkuje wyspę Rota w archipelagu Marianów; występował też na pobliskiej wyspie Guam (należącej do USA), ale wyginął tam na początku XXI wieku. Należy do gatunków krytycznie zagrożonych wyginięciem.

## Charakterystyka
Wrony mariańskie to średniej wielkości czarne ptaki z niebieskawo-czarnym połyskiem na ogonie i zielonawo-czarnym na grzbiecie, spodniej części ciała, głowie i skrzydłach. Przeważnie samice są mniejsze niż samce. Ptak dorosły waży blisko 250 g i mierzy około 38 cm długości. Wydaje głośne krzyki przypominające kaaa-ah.

## Występowanie i biotop
Wrona mariańska występuje obecnie jedynie na wyspie Rota w Marianach Północnych. Zamieszkuje lasy wtórne i dojrzałe, jak też przybrzeżną roślinność porastającą plaże, ale do gniazdowania preferuje miejscowe lasy na podłożu wapiennym.

## Pożywienie
Ma bardzo różnorodną dietę, jest oportunistycznym wszystkożercą. Żywi się owadami, jaszczurkami, jajami innych gatunków ptaków, krabami pustelnikami, owocami i ziarnami.

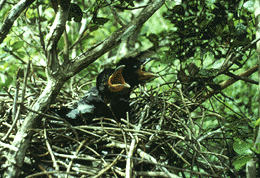
Młode w gnieździe

## Gniazdowanie
Szczyt aktywności lęgowej przypada na okres od sierpnia do lutego, choć czas wyprowadzania lęgów może być znacząco różny w zależności od występowania tajfunów. Gniazdo jest dużą, kielichowatą konstrukcją zbudowaną z małych gałęzi powiązanych włóknami roślinnymi. Liczba jaj w lęgu waha się od 1 do 4. Oba ptaki wysiadują jaja, karmią pisklęta i troszczą się o nie nawet po ich opierzeniu. Opierzenia dożywają zwykle tylko 1 lub 2 młode. Trwanie rodzicielskiej opieki określa się na 5–18 miesięcy. Osobniki młodociane mogą trzymać się swych opiekunów nawet do 3 lat, nim same nie osiągną dojrzałości.

## Status i ochrona
IUCN od 2008 uznaje wronę mariańską za gatunek krytycznie zagrożony (CR – Critically Endangered); wcześniej, od 2000 klasyfikowano ją jako gatunek zagrożony (EN – Endangered), a od 1994 jako krytycznie zagrożony.
Na Guamie jeszcze na początku lat 60. XX wieku był to gatunek pospolity. Spadek liczebności i zasięgu występowania wrony mariańskiej spowodowały głównie grabieże lęgów przez introdukowane tu przypadkowo po II wojnie światowej węże drzewne Boiga irregularis (węże te, niemające tu naturalnych wrogów, doprowadziły też do wymarcia bądź gwałtownych spadków liczebności innych rodzimych gatunków ptaków na Guamie). Liczebność wron mariańskich na wyspie w 1981 szacowano na 350 osobników, w 1995 na niecałe 40, a w 1999 już tylko na 7 osobników. Dzięki sprowadzeniu ptaków z wyspy Rota, liczebność populacji wzrosła w 2001 do 16 osobników, ale w 2008 żyły tu już tylko 2 osobniki, po czym tutejsza populacja wymarła. Stosowanie elektrycznych barier wokół drzew z gniazdami nie zapobiegło wymarciu tych ptaków na wyspie.
W 1993 roku ustanowiono rezerwat przyrody na Guamie (Guam National Wildlife Refuge) celem zachowania pozostałości rodzimych lasów i ptaków, które przeniesiono w tym celu z wyspy Rota.
Na wyspie Rota dawniej gatunek również był szeroko rozpowszechniony. Jeszcze w 1982 populacja liczyła 1318 osobników, ale spadła do 592 w 1995, do 234 w 1998 oraz do 81 w 2012. W sezonie lęgowym 2015–2016 liczebność populacji lęgowej na wyspie Rota szacowano na 50 par. Do zagrożeń dla gatunku należą: wylesianie obszarów pod gospodarstwa rolne, pola golfowe i infrastrukturę rekreacyjną, tworzenie nowych osad rolniczych, grabieże lęgów przez introdukowane tu szczury, warany indyjskie (Varanus indicus) i zdziczałe koty, tajfuny niszczące siedliska leśne, choroby i konkurencja z introdukowanymi dziwogonami czarnymi (Dicrurus macrocercus). Mimo że większość mieszkańców wyspy Rota ma pozytywny stosunek do tych ptaków, zdarzają się jednak prześladowania ze strony ludzi. Zawleczenie na wyspę węży drzewnych Boiga irregularis zapewne doprowadziłoby do poważnego spadku populacji wrony mariańskiej, jeśli węże te zaadaptują się do środowiska i rozwiną swą populację. Odnotowywano na wyspie obecność pojedynczych, zawleczonych tu węży tego gatunku, ale miejscowe władze, przy wsparciu agencji z USA (United States Fish and Wildlife Service i United States Geological Survey) prowadzą program mający powstrzymać inwazję, np. stosuje się pułapki na węże, a dostarczane na wyspę drogą morską bądź lotniczą ładunki są przeszukiwane przez psy wyszkolone do wykrywania węży. W 2016 naukowcy z University of Washington i organizacji San Diego Zoo Global, we współpracy z innymi instytucjami, zainicjowali program mający zwiększyć bardzo niski w naturze sukces lęgowy i niską przeżywalność osobników młodocianych – jaja wybierane są z gniazd, a następnie wysiadywane w specjalnej placówce, wyklute młode są wychowywane do momentu, gdy osiągną dorosłość – a wtedy wypuszcza się je na wolność.